# Luís Climent
Luís Climent Asensio (*12. listopadu 1966 Requena) je španělský bývalý jezdec mistrovství světa v rallye. Jeho otcem je herec Joaquín Climent.
V roce 1991 debutoval Climent v mistrovství světa v rally. Pilotoval ho José Muñoz a řídil vůz Opel Corsa GSI. Katalánskou rally nedokončil kvůli poruše převodovky. V roce 1992 obsadil na této rally 11. místo. V roce 1997 startoval s Mitsubishi Lancer Evo 3 v seriálu Production Car a skončil v něm druhý za uruguaycem Gustavem Trellesem. V PWRC vyhrál jednu rally, Rally Velké Británie. V roce 1998 byl třetí v PWRC. Nejlépe si vedl v Safari Rally - obsadil v ní 7. místo (1. v PWRC) v celkové klasifikaci, což je nejvyšší umístění v jeho kariéře. V roce 1999 zvítězil v klasifikaci PWRC na Subaru Impreza, získal 50 bodů a vyhrál Rally Katalánsko, Rally Korsika, Rally Řecko a Rally Velká Británie. V roce 2000 závodil za tovární tým Škoda Motorsport s vozem Škoda Octavia WRC, kde mu byl týmovým kolegou Armin Schwarz. V roce 2001 se naposledy zúčastnil rally v rámci MS.
Climent debutoval v rally v roce 1986 ve věku 20 let. V roce 1996 vyhrál v Citroënu ZX 16S svůj jediný španělský titul v kariéře.